# Saaldorf-Surheim
Saaldorf-Surheim est une commune d'Allemagne, située dans le Land de Bavière, dans le district de Haute-Bavière, dans l'arrondissement du Pays-de-Berchtesgaden.

## Histoire
Les villages de Saaldorf et Surheim sont mentionnés pour la première fois dans un texte en 788.
Ces villages ont fusionné en 1978.